# Grammorhoe mediata
Grammorhoe mediata är en fjärilsart som beskrevs av Walker 1862. Grammorhoe mediata ingår i släktet Grammorhoe och familjen mätare. Inga underarter finns listade i Catalogue of Life.